# کیزرس‌دیک
کیزرس‌دیک (به هلندی: Keizersdijk) یک منطقهٔ مسکونی در هلند است که در استرین واقع شده‌است.